# Estación Kilómetro 95
Km 95 (también conocida como El Chingolo) es una estación de ferrocarril ubicada en las áreas rurales del Partido de General Arenales, Provincia de Buenos Aires, Argentina.
Pertenece al Ramal G6 Pergamino-Vedia de lo que fue la Compañía General de Ferrocarriles en la Provincia de Buenos Aires, luego Ferrocarril General Belgrano.
Sus vías e instalaciones se encuentran sin funcionamiento, aunque a cargo de la empresa estatal Trenes Argentinos Cargas.
Se ubica en el paraje rural Km 95 a 10 km de la localidad de General Arenales.